# Веппнер, Пит
Питер (Пит) Веппнер (нидерл. Pieter "Piet" Weppner; 17 марта 1911, Амстердам — 11 октября 1978, там же) — нидерландский футбольный вратарь, игравший за амстердамский «Аякс». Выступал также за бейсбольную команду «Аякса». Был одним из четырёх известных игроков «Аякса», которые в годы Второй мировой войны сотрудничали с фашистами.

## Спортивная карьера

### Футбол
В возрасте двадцати трёх лет Веппнер дебютировал в составе футбольного клуба «Аякс», до этого он выступал за клуб «Оранье-Зварт». Первую игру в чемпионате Нидерландов провёл 2 июня 1935 года в гостях против «Гоу Эхеда», заменив в стартовом составе основного голкипера Геррита Кейзера. Встреча завершилась победой хозяев поля со счётом 2:1. В том сезоне он отметился лишь одним появлением на поле. В следующем сезоне Пит получил больше игрового времени, сыграв в пяти матчах чемпионата. В том сезоне его команда заняла второе место в чемпионате, уступив первое «Фейеноорду», однако в следующем сезоне «Аякс» стал чемпионом.
На протяжении нескольких лет Веппнер был резервным голкипером клуба — за девять лет он сыграл в чемпионате только 13 матчей, пропустив в них 23 гола. Один из запоминающихся матчей с участием Пита состоялся 16 марта 1941 года, когда «Аякс» на выезде играл против клуба ВЮК. Футболисты из Гааги в первом тайме забили шесть голов в ворота Веппнера, тем не менее тренер Джек Рейнолдс не стал менять своего голкипера. «Аякс» смог сравнять счёт во втором тайме; последний шестой гол записал на свой счёт Йоп Стоффелен. Свою последнюю игру в составе «красно-белых» Пит провёл 13 февраля 1944 года против клуба «’т Гой».
Во время оккупации Нидерландов Веппнер работал в банке «Lippmann, Rosenthal & Co.», который располагался в Амстердаме на улице Сарфатистрат. Банк был создан нацистами специально для грабежа имущества депортированных евреев. В этом банке также работал бывший игрок «Аякса» Йоп Пелсер и его сын Харри. После окончания войны семнадцать членов «Аякса» были изгнаны из клуба, однако этот список никогда не был обнародован. Ещё до исключения из клуба Пит успел вернуться в свою бывшую команду «Оранье-Зварт».

### Бейсбол
С августа 1936 года Пит начал выступать за бейсбольную команду «Аякса». В июне 1938 года он получил вызов в сборную Амстердама как игрок позиции левого крайнего. В августе 1942 года Веппнер выиграл с «Аяксом» чемпионат Нидерландов.

## Личная жизнь
Питер родился 17 марта 1911 года в Амстердаме. Отец — Виллем Фредерик Веппнер, мать — Йоханна Гертрёйда ван Рамсдонк. Оба родителя были родом из Амстердама — на момент женитьбы отец был коком на судне. В их семье воспитывалось ещё семеро детей.
Женился в возрасте двадцати семи лет — его супругой стала 22-летняя Доротеа Валлерт, уроженка Ватерграфсмера. Их брак был зарегистрирован 16 ноября 1938 года в Амстердаме. У пары родилось двое сыновей: Петер и Албертюс.
Умер 11 октября 1978 года в Амстердаме в возрасте 67 лет.

## Достижения
- Чемпион Нидерландов по футболу: 1936/37
- Чемпион Нидерландов по бейсболу: 1942